# Ann Kristin Aarønes
Ann ("Anka") Kristin Aarønes (Ålesund, 19 januari 1973) is een voormalig voetbalster uit Noorwegen, die speelde als aanvalster. Ze kwam tot 111 officiële interlands voor haar vaderland in de periode 1990–1999.
Met de Noorse nationale vrouwenploeg nam Aarønes deel aan de Olympische Spelen in Atlanta, waar de selectie onder leiding van bondscoach Even Pellerud de bronzen medaille won. Een jaar eerder, bij het WK voor vrouwen in Zweden, behaalde ze de wereldtitel met de nationale ploeg. Aarønes groeide daar uit tot topscorer van het toernooi en werd na afloop geëerd met de Gouden Schoen.
| Logo van de Olympische Spelen | Goud | Zilver | Brons | Logo van de Olympische Spelen |
|                               | 0    | 0      | 1     |                               |